# Ассинські мінеральні джерела
Ассинські мінеральні джерела — гідрогеологічна пам'ятка природи федерального рівня в Бєлорєцькому районі Республіки Башкортостан. Протягом 2 км по лівому березі струмка Туз'єлга (Туз-єлга) на поверхню виходить 17 джерел, у 14 з яких вода мінералізована. Біля джерел утворилося солоне болото з мінеральними грязями. Джерела карстові. Дебіт найпотужнішого джерела — 840 л/год. Сумарний дебіт інших джерел — близько 900 літрів на добу Ассинські мінеральні джерела розташовані біля підніжжя гори Улу-тау. Джерела виділяють певну кількість газу, у складі якого переважає азот, вуглекислий газ, кисень, сірководень.
Водоносний горизонт — тріщинуваті вапняки катавської свити верхнього протерозою.
За гідрохімічним складом вода джерел належить до хлоридно-натрієво-кальцієвого типу. У воді містяться також сульфат-іон, калій, кремнієва кислота, залізо, літій, стронцій, марганець.
За ступенем мінералізації води джерел неоднакові. В одних сильно мінералізована вода хлоридно-натрієва з температурою близько 15 градусів, в іншій групі — слабомінералізована хлоридно-гідрокарбонатна з підвищеним вмістом сульфатів і температурою близько 8 градусів.
Перший опис — 1889 рік, академік Ф. Чернишов. 1901 рік — лікар Бєлорєцької лікарні Ерман послав пробу води для аналізу в Берлінський Університет. За хімічним складом вона виявилася близькою до вод, відомих у Німеччині Киссенгокських джерел.
Ассинські мінеральні джерела використовуються в санаторному лікуванні на курорті Асси.
Раніше розливалася під торговою маркою «Ассинская»